# Бимонт, Гюс
Гюс Бимонт (нидерл. Guus Beaumont; род. 10 мая 2002) — нидерландский футболист, опорный полузащитник клуба «Алмере Сити», выступающий во втором дивизионе за дублирующий состав «Йонг Алмере Сити».

## Клубная карьера
Бимонт — воспитанник клубов «Гронинген» и «Алмере Сити». В 2023 году игрок дебютировал за дублирующий состав последних. 10 августа 2024 года в матче против АЗ он дебютировал Эредивизи.